# Onderscheidingen in Mecklenburg-Schwerin
Het groothertogdom Mecklenburg-Schwerin heeft tot 1918 bestaan. Net als de andere Duitse vorsten reikten ook de groothertogen van Mecklenburg-Schwerin veel ridderorden en onderscheidingen uit. De catalogus noemt
- Twee ridderorden
- vijf burgerlijke onderscheidingen
- Elf militaire onderscheidingen

Van deze 18 verschillende onderscheidingen zijn 98 verschillende rangen, graden en uitvoeringen bekend.

## Onderscheidingen

### De ridderorden
- De Huisorde van de Wendische Kroon, (Duits: Hausorden der Wendischen Krone) (1864-1918) De orde bestaat nu nog als huisorde van het voormalig groothertogelijke Huis
- De Orde van de Griffioen, (Duits: Greifen-Orden) (1884-1918)

### De burgerlijke onderscheidingen
- De Gouden Medaille van Verdienste Hertog Frederik Frans (Duits: Goldene Verdienstmedaille Herzog Friedrich-Franz) (1798-1815)
- De Zilveren Medaille van Verdienste Groothertog Frederik Frans (Duits: Silberne Verdienstmedaille Großherzog Friedrich-Franz) (1798-1815)
- De Gouden Medaille van Verdienste Groothertog Frederik Frans (1815-1872), deze medaille werd aan een lint om de hals gedragen.
- De Zilveren Medaille van Verdienste Groothertog Frederik Frans (1815-1872)
- De Bronzen Medaille van Verdienste Groothertog Frederik Frans (1815-1872)

De medailles droegen toen de groothertog ouder werd aangepaste portretten. Tot 1859 had hertog Frederik Frans II van Mecklenburg-Schwerin bakkebaarden en een snor in 1872 werd hij met een baard afgebeeld en na 1872 waren er gouden, zilveren en bronzen medailles met het portret van Frederik Frans II als oude man. De beeldenaren van de gouden medailles werden na 1872 tot 1883 gebruikt.
- De Zilveren Medaille van Verdienste van Frederik Frans III voor Burgers (1885-1918)
- De Bronzen Medaille van Verdienste van Frederik Frans IV voor Burgers (1897-1918)
- De Zilveren Medaille voor een te loven Daad van Frederik Frans III in de versie voor Burgers, (Duits: Silberne Medaille für eine rühmliche Handlung) (1885-1918)
- De Medaille voor Opofferende Hulp in de Watersnood van 1888 (Duits: Medaille für opferwillige Hilfe in der Wassersnot) (1888)
- De Herinneringsmedaille aan Frederik Frans III in Zilver (Duits: Gedächtnismedaille für Friedrich Franz III) (1897)
- De Herinneringsmedaille aan Frederik Frans III in Brons voor het Hofpersoneel (1897)
- De Herinneringsmedaille voor de deelnemers aan de Expeditie naar Afrika 1907-1908, (Duits: Erinnerungsmedaille für die Teilnehmer an der Afrika-Expedition 1907-1908) (1908)
- De Gouden Medaille voor Wetenschappen en Kunsten (Duits: Goldene Medaille "Den Wissenschaft und Künsten), deze medaille werd aan een lint om de hals gedragen. (1815-1918),
- De Gouden Legpenning voor Wetenschappen en Kunsten (1815-1918), deze medaille kon niet worden gedragen.
- De Zilveren Medaille voor Wetenschappen en Kunsten (1815-1918)

Tussen 1872 en 1883 werden de gouden en zilveren medailles voor Wetenschappen en Kunsten voorzien van een portret van een ouder geworden groothertog Frederik Frans II met baard en snor.

### De militaire onderscheidingen
- De Militaire Medaille van Verdienste voor de Jaren 1813/15, (Duits: Goldene Militär-Verdienstmedaille für 1813/1815) 1815
- De Oorlogsherdenkingsmunt voor de Jaren 1808-1815, (Duits: Kriegsdenkmünze für 1808-1815) (ingesteld in 1841)
- De Zilveren Jubileumgesp Gesp voor het 50jarig jubileum in 1863 (Spange) voor het 50jarig jubileum in 1863, (Duits: Silberner Jubiläumsspange "1813-1863")
- De Oorlogsherdenkingsmunt voor de Jaren 1848-1849, (Duits: Kriegsdenkmünze für 1848/49) (ingesteld in 1879)
- Het Friedrich-Franz Kruis, (Duits: Friedrich-Franz-Kreuz) (1917-1918)
- Het Friedrich-Franz-Alexandra Kruis, (Duits: Friedrich-Franz-Alexandra-Kreuz) (1912-1918)
- De Medaille van de Veteranenverenigingen, (Duits: Kriegervereinsmedaille) (1899-1918)
- Het Militaire Kruis van Verdienste, (Duits: Militärverdienstkreuz) De IIe Klasse van deze onderscheiding werd aan het lint van de Huisorde ook aan burgers en dames toegekend. (1848-1918)

### De dienstonderscheidingen (Duits:Dienstauszeichnungen)
- Het Officiersdienstkruis voor 65 dienstjaren. (Duits: Offiziersdienstkreuz) (1841-1872)
- Het Officiersdienstkruis voor 60 dienstjaren.
- Het Officiersdienstkruis voor 55 dienstjaren.
- Het Officiersdienstkruis voor 50 dienstjaren.
- Het Officiersdienstkruis voor 45 dienstjaren.
- Het Officiersdienstkruis voor 40 dienstjaren.
- Het Officiersdienstkruis voor 35 dienstjaren.
- Het Officiersdienstkruis voor 30 dienstjaren.
- Het Officiersdienstkruis voor 25 dienstjaren.
- Het Militaire Dienstkruis voor 30 Dienstjaren voor Onderofficieren en Manschappen (Duits: Militär-Dienstkreuz für XXX Dienstjahre der Unteroffiziere und Manschaften) (1841-1868)
- Het Militaire Dienstkruis voor 25 Dienstjaren voor Onderofficieren en Manschappen
- Het Militaire Dienstkruis voor 20 Dienstjaren voor Onderofficieren en Manschappen
- Het Militaire Dienstkruis voor 15 Dienstjaren voor Onderofficieren en Manschappen
- Het Militaire Dienstkruis voor 10 Dienstjaren voor Onderofficieren en Manschappen
- Het Militaire Dienstkruis Ie Klasse voor 21 Dienstjaren voor Onderofficieren en Manschappen (Duits: Militär-Dienstkreuz) (1868-1913)
- Het Militaire Dienstkruis IIe Klasse voor 15 Dienstjaren voor Onderofficieren en Manschappen
- Het Militaire Dienstkruis IIIe Klasse voor 21 Dienstjaren voor Onderofficieren en Manschappen
- Het Militaire Dienstkruis Ie Klasse voor 15 Dienstjaren voor Onderofficieren en Manschappen (Duits: Militär-Dienstkreuz) (1913-1924)
- Het Militaire Dienstkruis IIe Klasse voor 12 Dienstjaren voor Onderofficieren en Manschappen
- De Dienstonderscheiding IIe Klasse voor de Landweer, (Duits: Dienstauszeichnung II. Klasse der Landwehr) (1874 - 1924) Een zogenaamde gesp of "Schnalle" op een strookje lint. De gesp was van 1874 tot 1913 van zwartgemaakt ijzer en van 1913 tot 1924 van koper.

## De vrijstaat Mecklenburg-Schwerin (1918-1934)
De Republiek van Weimar reageerde op de stortvloed aan klatergoud en onderscheidingen van de monarchieën met een grondwetsartikel waarin werd vastgelegd dat Duitsland geen onderscheidingen zou kennen. De
Duitse staten ontdoken dit verbod al na korte tijd al werden er niet meer zoveel onderscheidingen ingesteld als in de vooroorlogse periode. Mecklenburg-Schwerin beperkte zich tot een reddingsmedaille.
- De Zilveren Reddingsmedaille 1926-1934

## Mecklenburg na de Tweede Wereldoorlog
Na de Tweede Wereldoorlog was er lange tijd geen sprake van Mecklenburg meer en door nieuwe districten in te voeren poogde de DDR om het historisch bewustzijn van een gezamenlijke Mecklenburgse geschiedenis en traditie te onderdrukken en in de vergetelheid te brengen. Na de val van de Berlijnse Muur werd een nieuw Bundesland, met de naam Mecklenburg-Voor-Pommeren gesticht dat Mecklenburg-Schwerin, Mecklenburg-Strelitz en noordelijke delen van het vroegere Pruisen omvat.
De nieuwgekozen democratische regering stichtte de Orde van Verdienste van het Land Mecklenburg-Voor-Pommeren.